# Předurčení k selhání
Předurčení k selhání (anglicky Setting up to fail) je fráze, která označuje situaci, kdy je člověk úmyslně vržený do takových podmínek, že nemá reálnou šanci uspět při plnění zadaného úkolu. Tato situace je považovaná za formu šikany na pracovišti. Existují také případy, kdy je záměrně odsouzen k nezdaru celý projekt nebo organizace, případně kdy si jednotlivci sami vytvoří podmínky vedoucí k neúspěchu. První doložené použití tohoto výrazu pochází z roku 1969 ve Spojených státech.

## Na pracovišti
Předurčení k selhání je známá taktika šikany na pracovišti. Představuje jednu z metod přetížení zaměstnance prací, zatímco je mu odepřena pravomoc potřebná k jejímu zvládnutí. To vše je doprovázeno nadměrným zasahováním do jeho činnosti nebo mikromangementem. Podružnou technikou je záměrné zatajování informací nezbytných pro úspěšné dokončení úkolu. Pokud někdo uvede jinou osobu (obvykle podřízeného) do stresující situace, ve které je selhání téměř nevyhnutelné, může se jednat o formu šikany, jejímž cílem je následné diskreditování a obviňování oběti. Někdy může agresor skrytě sabotovat a podkopávat dosažení cíle, který by jinak mohl být splnitelný. Tento typ šikany může pramenit z projekce pocitů vlastní nedostatečnosti agresora na oběť.
Případy předurčení k selhání mohou také nastat, když je zaměstnanci zadán úkol, jehož cíle jsou považovány za škodlivé pro firmu či organizaci. Organizace a firmy se mohou chránit tím, že předstírají vyšetřování, jehož výsledky záměrně neodhalí žádné pochybení ze strany odpovědných osob. Další situace, kdy jsou zaměstnanci předurčeni k selhání, nastává, pokud jsou noví zaměstnanci nebo ti, kteří jsou považováni za nadbytečné, vnímáni jako hrozba pro ostatní zaměstnance. To může vést k sabotování práce těchto jedinců ze strany jejich kolegů ve snaze udržet si své vlastní pozice, zejména pokud se očekává budoucí snižování stavu zaměstnanců.

## Bigotnost a předurčení k selhání menšin
Menšiny usilující o společenské postavení jsou často předurčeny k selhání v důsledku skrytého institucionálního rasismu nebo sexismu – obava, kterou například zažívali první afroameričtí důstojníci v americkém námořnictvu. Současně mohou být jednotlivci z většinové skupiny vystaveni předurčení k selhání při zavádění programů na podporu rovnosti a diverzity na pracovišti

## Rodiny
Rodiče mohou mít přehnaná očekávání ohledně akademického úspěchu svých dětí, čímž je předurčují k selhání, pokud si myslí, že děti vyřeší problémy, které sami mají. Tento tlak může vést k vzniku sebedestruktivního chování u dítěte – tzv. komplexu Božského dítěte, kdy dítě začne vnímat svou hodnotu především v uspokojování nerealistických požadavků rodičů.

## Psychoterapie
Terapii může sabotovat buď klient, nebo poskytovatel. Klient, zároveň doufá v možnost skutečné pomoci a zároveň se jí bojí, může nastavit takové podmínky terapie, které téměř zaručují její selhání. A naopak, poskytovatel terapie, který potřebuje udržet klienty ve stavu závislosti, může být ohrožen vyhlídkou na úspěch či uzdravení, může odpovídajícím způsobem podkopat terapii.

## Nastavení sama sebe k selhání
Osoba, která sama sebe předurčuje k selhání, tak může činit kvůli strachu z neúspěchu, nerealistickému hodnocení svých schopností, nebo protože je naivní a neinformovaná o dovednostech potřebných k úspěchu. V některých případech má jedinec neopodstatněné očekávání, že selže, což vede k negativní spirále, která se sama posiluje, nebo k neurotické poruše strachu ze selhání – možná poháněné pocitem viny, nebo nutkáním opakovat sebedestruktivní chování.